# 摩羅街
摩羅街（ラスカーロー、Lascar Row）は、香港の上環に位置する、骨董品店が建ち並ぶ通りである。通称であるキャット・ストリート（Cat Street, 猫街）は、露店で時に盗品や由来のわからない品物であることから「鼠の品物」と呼ばれ、露店の前にしゃがんで品物を選ぶ客が鼠を取る猫に例えられたことによる。
平行に走る皇后大道西 (Queen's Road West) と荷李活道 (Hollywood Road) の間を通り、交差する楽古道が摩羅上街 (Upper Lascar Row) と摩羅下街 (Lower Lascar Row) を隔てている。摩羅上街の東端は楼梯街 (Ladder Street) と繋がっている。
香港開港当初、多くのインド人水夫や兵士がここで商品を売っており、その時香港人はインド人を「摩羅差」と呼んだ（「摩羅」はシーク教を信奉するインド人やパキスタン人が巻いている頭巾）。そして通りの名も摩羅街と称されるようになった。英語名の由来は、この地域に度々訪れた無法なふるまいが評判だった東インド諸島の水夫 "Lascar" による。この通りにはかつてインド人の警察寄宿舎があった。
日本で「摩羅」は陰茎を指すことから、日本人旅行者の間では摩羅街のことを通称的に「チンポコ・ストリート」と呼ぶことがある。
座標: 北緯22度17分5.84秒 東経114度8分58.47秒 / 北緯22.2849556度 東経114.1495750度